# Grimnitzsee
Der Grimnitzsee im nördlichen Landkreis Barnim bei Joachimsthal ist ein großer, flacher Grundmoränensee. Er ist in der Weichsel-Kaltzeit als Zungenbeckensee entstanden.

## Naturräumliche Lage und Entstehung
Der See liegt am Ostrand der Schorfheide nördlich der Eisrandlage der Pommern-Phase der Weichsel-Kaltzeit und wurde von einer Gletscherzunge des Inlandeises ausgeschürft. Es handelt sich um einen kalkreichen, ungeschichteten See mit relativ kleinem Einzugsgebiet. Er besitzt eine Fläche von 7,83 km², ist an seiner tiefsten Stelle zehn Meter tief und liegt 64 m ü. NHN. Er wird nur durch Quellen, Niederschlagswasser, den Dovinsee und den Joachimsthaler Hauptgraben gespeist. Der See besitzt keinen natürlichen Abfluss. Im 17. Jahrhundert wurde er zur Wasserversorgung des ersten Finowkanals durch den Neuen Graben mit dem Werbellinsee verbunden. Noch heute dient der Graben der Wasserzufuhr zur Havel-Oder-Wasserstraße. Ob der Grimnitzsee ursprünglich der Quellsee der Welse war, ist ungeklärt.
Der See liegt im Biosphärenreservat Schorfheide-Chorin.

## Etymologie
Der Name des Sees wird vom altpolabischen Grimnica (von ‚grim-‘; deutsch: ‚Strauch‘, ‚Garten‘) abgeleitet.

## Gewässerzustand
Überdüngung führte schon in den 1930er Jahren zu einem Rückgang der Unterwasservegetation. Ab den 1960er Jahren erhöhten eine intensive Karpfenzucht im Gewässer und eine Entenmastanlage am Nordufer die Nährstoffeinträge zusätzlich. Am Anfang der 1970er Jahre war die Makrophytenvegetation im See vollständig verschwunden. Durch die Einstellung der Fisch- und Entenmast sowie eine verbesserte Abwasserentsorgung und -behandlung wurde die Wasserqualität des Grimnitzsees anschließend deutlich verbessert. Anfang der 1990er Jahre kehrten die Unterwasserpflanzen langsam zurück und besiedeln den Seeboden inzwischen bis zu einer Tiefe von drei Metern.
Der Steckbrief nach der EG-Wasserrahmenrichtlinie bescheinigt dem Grimnitzsee 2017 einen ökologischen Zustand von 4 (= „unbefriedigender Zustand“; Umweltziel der WRRL wird deutlich verfehlt) auf einer fünfstufigen Skala. Die Qualitätskomponenten Makrophyten/Diatomeen und Phytoplankton weisen ebenfalls den Wert 4 auf. Der chemische Zustand wird mit 3 (= „mäßiger Zustand“; Umweltziel der WRRL wird knapp verfehlt) bewertet. Der LAWA-Trophieindex lag 2016 bei 2,6. Damit war der See schwach eutroph.
Die  Badegewässerqualität des Grimnitzsees wird, wie bei fast allen Brandenburgischen Seen, durch das Landesumweltamt als „ausgezeichnet“ eingestuft. Es besteht allerdings die Gefahr, an Badedermatitis zu erkranken.